# Содерберг, Стивен
Сти́вен Э́ндрю Со́дерберг (англ. Steven Andrew Soderbergh, род. 14 января 1963, Атланта) — американский кинорежиссёр, сценарист, кинопродюсер, оператор и монтажёр. Лауреат «Золотой пальмовой ветви» Каннского кинофестиваля и премии «Независимый дух» за фильм «Секс, ложь и видео» (1989), премии «Оскар» за лучшую режиссуру фильма «Траффик» (2000) и двух статуэток «Эмми» за лучшую режиссуру и монтаж телефильма «За канделябрами» (2013).

## Биография
Стивен Содерберг родился 14 января 1963 года в Атланте, штат Джорджия, в семье Мэри Энн и Питера Эндрю Содербергов. Имена своих родителей Стивен увековечил, когда начал работать в кино: свои работы в качестве оператора он подписывает как Питер Эндрюс, а как монтажёр использует псевдоним Мэри Энн Бернард (Бернард — девичья фамилия матери). Когда Стивен был ещё ребёнком, отец перевёз семью в Питтсбург, а затем в Батон-Руж, штат Луизиана, где устроился на работу деканом в Университете штата.
Ещё не окончив среднюю школу в Батон-Руже, Стивен устраивается на курсы аниматоров в Университет, где снимает свои первые короткометражные фильмы. Окончив школу, Содерберг осуществляет неудачную попытку переезда в Голливуд. Проработав там некоторое время внештатным редактором, он возвращается в Батон-Руж, где работает в видеостудии, изготавливающей рекламные ролики и музыкальные видеоклипы, и попутно продолжает снимать короткометражки и писать сценарии. В 1986 году Содерберг снимает документальный фильм о концерте британской рок-группы Yes — Yes: 9012 Live, за который получает номинацию на премию «Грэмми».
После первого режиссёрского успеха у Содерберга начинаются проблемы с алкоголем, но вскоре ему удаётся их разрешить. В 1987 году Содерберг снимает короткометражный фильм-исследование сексуальных отношений «Уинстон» (англ. Winston), логическим продолжением которого стала полнометражная лента «Секс, ложь и видео», премьера которой состоялась на кинофестивале «Сандэнс». Фильм приносит Стивену «Золотую пальмовую ветвь» Каннского кинофестиваля 1989 года и номинацию на премию «Оскар» за лучший оригинальный сценарий.
В течение последующих шести лет Содерберг женится и через некоторое время разводится с актрисой Бетси Брэнтли, у него рождается дочь Сара. В это же время он работает над своей второй лентой — фильмом «Кафка» с Джереми Айронсом в главной роли — неоднозначным описанием жизни и творчества Франца Кафки, основанным на произведениях писателя.
Следующий фильм режиссёра «Царь горы» по мемуарам А. И. Хочнера рассказывает историю жизни маленького мальчика в годы Великой депрессии. Криминальная драма-нуар «Там, внутри» («Подноготная») 1995 года, повествующая об ограблении инкассаторской машины, показывает классические приёмы содерберговской режиссуры: нелинейное повествование и игру с цветами. «Анатомия Грея» — следующий его фильм — об экспериментах в области альтернативной медицины, проводимых известным американским актёром Сполдингом Греем.
Экспериментальная комедия 1996 года «Шизополис», в которой Содерберг сыграл одну из главных ролей, а также был композитором, оператором, автором сценария и режиссёром, начинается с вступительного слова: «Дамы и господа! Молодые и пожилые. Если Вы сочтёте сюжет фильма запутанным — помните, это не наша вина, всё дело в Вас. Вам придётся смотреть его снова и снова, пока Вам не станет понятно всё». Фильм отсылает зрителя к киноэклектике экспериментального кинематографа 1970-х годов.
Первой совместной работой Содерберга с Джорджем Клуни становится фильм «Вне поля зрения» по роману известного американского писателя Элмора Леонарда. В этой криминальной драме описана история романтических взаимоотношений между грабителем банков в исполнении Клуни и федеральным маршалом Карен Сиско в исполнении Дженнифер Лопес.
В полуторачасовом фильме 1999 года «Англичанин» Содерберг показывает своё умение строить нелинейный сюжет с использованием неповторимой техники монтажа. В криминальной драме, выполненной в стилистике неонуара, снялись такие культовые американские актёры как Теренс Стэмп и Питер Фонда.
Когда пытаешься объяснить непосвящённым, что это за профессия такая — режиссёр, что режиссёр делает, то получается примерно следующее: берёшь некий материал, который фильтруется через твои уши и глаза и приобретает специфическую окраску.
В 2000 году Содерберг снимает два фильма: «Эрин Брокович» и «Траффик», получивших по несколько номинаций на «Оскар» и сделавших Содерберга первым режиссёром с 1939 года, номинировавшимся на «Оскар» как «лучший режиссёр» сразу за две разные работы (из пяти фильмов два были сняты Содербергом). В итоге премию Американской академии киноискусства он получил за картину «Траффик».
«Эрин Брокович» — основанная на реальных событиях социальная драма о матери-одиночке, устроившей судебное разбирательство с компанией PG&E, отравляющей отходами грунтовые воды, с Джулией Робертс в главной роли.
«Траффик» — криминальная драма по сценарию Стивена Гаана, описывающая все этапы торговли наркотиками: от международных поставок до продажи конечным покупателям. На сегодняшний день это самая продолжительная лента режиссёра (147 минут).
- «Вся президентская рать»
- «Энни Холл»
- «Гражданин Кейн»
- «Разговор»
- «5000 пальцев доктора Т.[англ.]»
- «Крёстный отец»
- «Крёстный отец 2»
- «Челюсти»
- «Последний киносеанс»
- «Бульвар Сансет»
- «Третий человек»

В 2001 году Содерберг снимает «Одиннадцать друзей Оушена» — стилизованный ремейк одноимённого фильма 1960 года с Джорджем Клуни, Брэдом Питтом, Джулией Робертс и Мэттом Деймоном в главных ролях. Фильм становится одним из самых финансово успешных в карьере режиссёра — сборы составили более 183 млн долларов.
Следующим фильмом режиссёра становится малобюджетная экспериментальная комедия «Во всей красе» — стилистическое продолжение ленты «Секс, ложь и видео» по одноимённому роману Элмора Леонарда.
«Солярис» Стивена Содерберга по одноимённому роману Станислава Лема сильно отличается от экранизации Андрея Тарковского. Содерберг делает акцент не на «нравственной проблематике», а на отношениях между мужчиной и женщиной, любви и сексе. Продюсером фильма стал Джеймс Кэмерон, главную роль сыграл Джордж Клуни.
Следующий проект Содерберга — полудокументальный десятисерийный мини-сериал «К Стрит» (каждая серия продолжительностью 30 минут) для кабельной телекомпании HBO о лоббистах и политиках в Вашингтоне. Продюсером проекта стал Джордж Клуни. «К Стрит» — первый из нескольких телевизионных сериалов, которые Содерберг планирует снять для HBO.
Фильм «Эрос» стал творческой коллаборацией между тремя культовыми режиссёрами — Стивеном Содербергом, Вонгом Карваем и Микеланджело Антониони. Содерберг снял эпизод «Эквилибриум» — историю о рекламном агенте, страдающем от навязчивого эротического сна и психоаналитике, пытающемся решить не только проблемы своего пациента, но и свои собственные.
В 2004 году вышло продолжение «11 друзей Оушена» — «12 друзей Оушена». В этом фильме Содерберг переиграл практически все темы и сюжетные линии из предыдущего фильма и, благодаря инновационной режиссуре, во многом превзошёл свой же оригинал. В 2007 году вышел фильм «13 друзей Оушена», режиссёром картины вновь стал Содерберг.
В 2005 году Содерберг снимает для HBO пилотную серию Unscripted — телесериала о молодых людях, пытающихся устроиться на работу в Голливуде. Остальные серии снял Джордж Клуни, сценаристом проекта стал Грант Хеслов.
«Пузырь» — экспериментальный низкобюджетный фильм Содерберга с непрофессиональными актёрами без специально написанного сценария, снятый на цифровую видеокамеру. «Пузырь» одновременно был выпущен для показа в кинотеатрах, на DVD и в кабельных сетях. Это первый подобный эксперимент, когда картина выходит в прокат подобным образом.
Содерберг снял ещё несколько фильмов: «Че» — фильм об Эрнесто Че Геваре с Бенисио Дель Торо в главной роли. Производство романтической драмы «Хороший немец», действие которой происходит в послевоенном Берлине, с Кейт Бланшетт и Джорджем Клуни в главных ролях было завершено в 2006 г..
В январе 2013 года в интервью изданию Vulture Содерберг сообщил, что ведёт теневой блог в Твиттере. Спустя несколько дней он раскрыл имя своего аккаунта — @Bitchuation. Первая запись в блоге сделана 13 октября 2012 года, в своих твитах режиссёр делится мыслями на разные темы и демонстрирует чувство юмора.
В 2013 году на 56-м Международном кинофестивале в Сан-Франциско Стивен Содерберг выступил с программной речью о положении дел в современном кинематографе.
В марте 2013 года сообщалось, что Содерберг планирует заняться съёмками 12-часового мини-сериала по роману Джона Барта «Торговец дурманом». Однако в мае стало известно, что режиссёр спродюсирует и снимет 10 эпизодов телесериала «Больница Никербокер» по заказу кабельного канала Cinemax. Действие будет разворачиваться в 1900 году в нью-йоркской больнице Никербокер (англ. Knickerbocker Hospital), где будет показана работа врачей до изобретения современных медицинских технологий, в условиях высокой смертности и отсутствия антибиотиков. В ноябре появилась первая информация о производстве сериала.
Содерберг выступил в качестве оператора и монтажёра фильма «Супер Майк XXL», вышедшего на экраны в 2015 году.
В июле 2023 года состоялась премьера мини-сериала «Замкнутый круг», 17 июля начнётся показ мини-сериала «Команда Z».

## Личная жизнь
С 2003 года Содерберг женат на журналистке Джулс Эснер, которую часто благодарит за вдохновение при создании женских персонажей. У него есть дочь от первого брака с актрисой Бетси Брэнтли, на которой он был женат с 1989 по 1994 год. У него также есть дочь от женщины из Австралии, родившаяся в 2009 году.

## Фильмография
| 1987 | Уинстон                         | зелёная ✓ | зелёная ✓ |           |           |           |
| 1989 | Секс, ложь и видео              | зелёная ✓ | зелёная ✓ |           |           | зелёная ✓ |
| 1991 | Кафка                           | зелёная ✓ |           |           |           | зелёная ✓ |
| 1993 | Царь горы                       | зелёная ✓ | зелёная ✓ |           |           | зелёная ✓ |
| 1993 | Падшие ангелы                   | зелёная ✓ |           |           |           |           |
| 1993 | Швы                             |           |           |           | зелёная ✓ |           |
| 1995 | Там, внутри                     | зелёная ✓ | зелёная ✓ |           |           |           |
| 1996 | Анатомия Грея                   | зелёная ✓ |           |           |           |           |
| 1996 | Дневные путешественники         |           |           |           | зелёная ✓ |           |
| 1996 | Шизополис                       | зелёная ✓ | зелёная ✓ | зелёная ✓ |           | зелёная ✓ |
| 1997 | Ночное дежурство                |           | зелёная ✓ |           |           |           |
| 1998 | Вне поля зрения                 | зелёная ✓ |           |           |           |           |
| 1998 | Плезантвиль                     |           |           |           | зелёная ✓ |           |
| 1999 | Англичанин                      | зелёная ✓ |           |           |           |           |
| 2000 | Эрин Брокович                   | зелёная ✓ |           |           |           |           |
| 2000 | Траффик                         | зелёная ✓ |           | зелёная ✓ |           |           |
| 2001 | Одиннадцать друзей Оушена       | зелёная ✓ |           | зелёная ✓ |           |           |
| 2001 | Кто такой Бернард Тапи?         |           |           |           | зелёная ✓ |           |
| 2002 | Во всей красе                   | зелёная ✓ |           | зелёная ✓ |           |           |
| 2002 | Солярис                         | зелёная ✓ | зелёная ✓ | зелёная ✓ |           | зелёная ✓ |
| 2002 | Бессонница                      |           |           |           | зелёная ✓ |           |
| 2002 | Вдали от рая                    |           |           |           | зелёная ✓ |           |
| 2002 | Добро пожаловать в Коллинвуд    |           |           |           | зелёная ✓ |           |
| 2002 | Накойкаци                       |           |           |           | зелёная ✓ |           |
| 2002 | Признания опасного человека     |           |           |           | зелёная ✓ |           |
| 2003 | К Стрит                         | зелёная ✓ |           | зелёная ✓ | зелёная ✓ | зелёная ✓ |
| 2004 | Аферисты                        |           | зелёная ✓ |           | зелёная ✓ |           |
| 2004 | В руках Бога                    |           |           |           | зелёная ✓ |           |
| 2004 | Двенадцать друзей Оушена        | зелёная ✓ |           | зелёная ✓ | зелёная ✓ |           |
| 2004 | Пиджак                          |           |           |           | зелёная ✓ |           |
| 2004 | Способный Эдвардс               |           |           |           | зелёная ✓ |           |
| 2004 | Эрос                            | зелёная ✓ | зелёная ✓ | зелёная ✓ |           | зелёная ✓ |
| 2005 | Пузырь                          | зелёная ✓ |           | зелёная ✓ | зелёная ✓ | зелёная ✓ |
| 2005 | Большая пустота                 |           |           |           | зелёная ✓ |           |
| 2005 | Неподготовленный                |           |           |           | зелёная ✓ |           |
| 2005 | Сириана                         |           |           |           | зелёная ✓ |           |
| 2005 | Доброй ночи и удачи             |           |           |           | зелёная ✓ |           |
| 2005 | Ходят слухи...                  |           |           |           | зелёная ✓ |           |
| 2006 | Хороший немец                   | зелёная ✓ |           | зелёная ✓ | зелёная ✓ | зелёная ✓ |
| 2006 | Половина жизни Тимофея Березина |           |           |           | зелёная ✓ |           |
| 2006 | Помутнение                      |           |           |           | зелёная ✓ |           |
| 2007 | Тринадцать друзей Оушена        | зелёная ✓ |           | зелёная ✓ | зелёная ✓ |           |
| 2007 | Майкл Клейтон                   |           |           |           | зелёная ✓ |           |
| 2007 | Ледяной ветер                   |           |           |           | зелёная ✓ |           |
| 2007 | Меня здесь нет                  |           |           |           | зелёная ✓ |           |
| 2007 | Призраки                        |           |           |           | зелёная ✓ |           |
| 2009 | Девушка по вызову               | зелёная ✓ |           | зелёная ✓ |           | зелёная ✓ |
| 2009 | Информатор                      | зелёная ✓ |           | зелёная ✓ |           |           |
| 2009 | Че: Партизан                    | зелёная ✓ |           | зелёная ✓ | зелёная ✓ |           |
| 2009 | Сексоголик                      |           |           |           | зелёная ✓ |           |
| 2011 | Заражение                       | зелёная ✓ |           | зелёная ✓ | зелёная ✓ |           |
| 2011 | Что-то не так с Кевином         |           |           |           | зелёная ✓ |           |
| 2012 | Нокаут                          | зелёная ✓ |           | зелёная ✓ |           | зелёная ✓ |
| 2012 | Супер Майк                      | зелёная ✓ |           | зелёная ✓ |           | зелёная ✓ |
| 2013 | За канделябрами                 | зелёная ✓ |           | зелёная ✓ |           | зелёная ✓ |
| 2013 | Побочный эффект                 | зелёная ✓ |           | зелёная ✓ |           | зелёная ✓ |
| 2014 | Больница Никербокер             | зелёная ✓ |           | зелёная ✓ | зелёная ✓ | зелёная ✓ |
| 2014 | Citizenfour. Правда Сноудена    |           |           |           | зелёная ✓ |           |
| 2014 | Сладкая кровь Иисуса            |           |           |           | зелёная ✓ |           |
| 2015 | Супер Майк XXL                  |           |           | зелёная ✓ | зелёная ✓ | зелёная ✓ |
| 2016 | Девушка по вызову (телесериал)  |           |           |           | зелёная ✓ |           |
| 2017 | Удача Логана                    | зелёная ✓ |           | зелёная ✓ |           | зелёная ✓ |
| 2017 | Забытые Богом                   |           |           |           | зелёная ✓ |           |
| 2018 | Восемь подруг Оушена            |           |           |           | зелёная ✓ |           |
| 2018 | Мозаика                         | зелёная ✓ |           | зелёная ✓ | зелёная ✓ | зелёная ✓ |
| 2018 | Не в себе                       | зелёная ✓ |           | зелёная ✓ |           | зелёная ✓ |
| 2019 | Птица высокого полёта           | зелёная ✓ |           | зелёная ✓ |           | зелёная ✓ |
| 2019 | Прачечная                       | зелёная ✓ |           | зелёная ✓ | зелёная ✓ | зелёная ✓ |
| 2019 | Отчёт о пытках                  |           |           |           | зелёная ✓ |           |
| 2019 | А теперь — апокалипсис          |           |           |           | зелёная ✓ |           |
| 2020 | Билл и Тед снова в деле         |           |           |           | зелёная ✓ |           |
| 2020 | Пусть говорят                   | зелёная ✓ |           | зелёная ✓ |           | зелёная ✓ |
| 2021 | Без резких движений             | зелёная ✓ |           | зелёная ✓ |           | зелёная ✓ |
| 2022 | Кими                            | зелёная ✓ |           | зелёная ✓ |           | зелёная ✓ |
| 2023 | Супер Майк: Последний танец     | зелёная ✓ |           | зелёная ✓ |           | зелёная ✓ |
| 2024 | Присутствие                     | зелёная ✓ |           | зелёная ✓ |           | зелёная ✓ |
| 2025 | Чёрный чемодан — двойная игра   | зелёная ✓ |           | зелёная ✓ |           | зелёная ✓ |
|      | Кристоферы                      | зелёная ✓ |           |           |           |           |

## Награды и номинации
| Премия                              | Год  | Фильм                                      | Категория                                                | Результат |
| ----------------------------------- | ---- | ------------------------------------------ | -------------------------------------------------------- | --------- |
| «Оскар»                             | 1990 | «Секс, ложь и видео»                       | Лучший оригинальный сценарий                             | Номинация |
| «Оскар»                             | 2001 | «Траффик»                                  | Лучший режиссёр                                          | Победа    |
| «Оскар»                             | 2001 | «Эрин Брокович»                            | Лучший режиссёр                                          | Номинация |
| «Золотой глобус»                    | 1990 | «Секс, ложь и видео»                       | Лучший сценарий                                          | Номинация |
| «Золотой глобус»                    | 2001 | «Траффик»                                  | Лучший режиссёр                                          | Номинация |
| «Золотой глобус»                    | 2001 | «Эрин Брокович»                            | Лучший режиссёр                                          | Номинация |
| BAFTA                               | 1990 | «Секс, ложь и видео»                       | Лучший оригинальный сценарий                             | Номинация |
| BAFTA                               | 2001 | «Траффик»                                  | Лучший режиссёр                                          | Номинация |
| BAFTA                               | 2001 | «Эрин Брокович»                            | Лучший режиссёр                                          | Номинация |
| «Эмми»                              | 2009 | «Роман Полански: разыскиваемый и желанный» | Лучший документальный фильм                              | Номинация |
| «Эмми»                              | 2011 | «Его путь»                                 | Лучший документальный фильм                              | Номинация |
| «Эмми»                              | 2013 | «За канделябрами»                          | Лучший режиссёр мини-сериала или телефильма              | Победа    |
| «Эмми»                              | 2013 | «За канделябрами»                          | Лучшая операторская работа в мини-сериале или телефильме | Номинация |
| «Эмми»                              | 2013 | «За канделябрами»                          | Лучшая монтаж мини-сериала или телефильма                | Победа    |
| «Эмми»                              | 2015 | «Больница Никербокер»                      | Лучший режиссёр драматического сериала                   | Номинация |
| «Эмми»                              | 2016 | «Больница Никербокер»                      | Лучший режиссёр драматического сериала                   | Номинация |
| «Эмми»                              | 2018 | «Забытые Богом»                            | Лучший мини-сериал                                       | Номинация |
| «Выбор критиков»                    | 2001 | «Траффик»                                  | Лучший режиссёр                                          | Победа    |
| «Выбор критиков»                    | 2001 | «Эрин Брокович»                            | Лучший режиссёр                                          | Победа    |
| «Независимый дух»                   | 1990 | «Секс, ложь и видео»                       | Лучший режиссёр                                          | Победа    |
| «Независимый дух»                   | 2000 | «Англичанин»                               | Лучший режиссёр                                          | Номинация |
| «Независимый дух»                   | 2007 | «Пузырь»                                   | Лучший режиссёр                                          | Номинация |
| «Спутник»                           | 1999 | «Плезантвиль»                              | Лучший фильм — комедия или мюзикл                        | Номинация |
| «Спутник»                           | 2001 | «Эрин Брокович»                            | Лучший режиссёр                                          | Номинация |
| «Спутник»                           | 2001 | «Траффик»                                  | Лучший режиссёр                                          | Победа    |
| «Спутник»                           | 2001 | «Траффик»                                  | Лучшая операторская работа                               | Номинация |
| Национальный совет кинокритиков США | 2000 | «Траффик»                                  | Лучший режиссёр                                          | Победа    |
| Национальный совет кинокритиков США | 2000 | «Эрин Брокович»                            | Лучший режиссёр                                          | Победа    |
| Берлинский кинофестиваль            | 2001 | «Траффик»                                  | Золотой медведь                                          | Номинация |
| Берлинский кинофестиваль            | 2003 | «Солярис»                                  | Золотой медведь                                          | Номинация |
| Берлинский кинофестиваль            | 2007 | «Хороший немец»                            | Золотой медведь                                          | Номинация |
| Берлинский кинофестиваль            | 2013 | «Побочный эффект»                          | Золотой медведь                                          | Номинация |
| Венецианский кинофестиваль          | 2019 | «Прачечная»                                | Золотой лев                                              | Номинация |
| Каннский кинофестиваль              | 1989 | «Секс, ложь и видео»                       | Золотая пальмовая ветвь                                  | Победа    |
| Каннский кинофестиваль              | 1989 | «Секс, ложь и видео»                       | Приз ФИПРЕССИ                                            | Победа    |
| Каннский кинофестиваль              | 1993 | «Царь горы»                                | Золотая пальмовая ветвь                                  | Номинация |
| Каннский кинофестиваль              | 2008 | «Че»                                       | Золотая пальмовая ветвь                                  | Номинация |
| Каннский кинофестиваль              | 2013 | «За канделябрами»                          | Золотая пальмовая ветвь                                  | Номинация |
| Каннский кинофестиваль              | 2013 | «За канделябрами»                          | Queer Palm                                               | Номинация |
| «Сезар»                             | 1990 | «Секс, ложь и видео»                       | Лучший иностранный фильм                                 | Номинация |
| «Сезар»                             | 2002 | «Траффик»                                  | Лучший иностранный фильм                                 | Номинация |
| «Сезар»                             | 2003 | «Одиннадцать друзей Оушена»                | Лучший иностранный фильм                                 | Номинация |
| Премия Гильдии режиссёров США       | 2001 | «Траффик»                                  | Лучший режиссёр                                          | Номинация |
| Премия Гильдии режиссёров США       | 2001 | «Эрин Брокович»                            | Лучший режиссёр                                          | Номинация |
| Премия Гильдии режиссёров США       | 2014 | «За канделябрами»                          | Лучший режиссёр мини-сериала или телефильма              | Победа    |
| Премия Гильдии режиссёров США       | 2014 |                                            | Почётная награда имени Роберта Олдрича                   | Победа    |
| Премия Гильдии режиссёров США       | 2016 | «Больница Никербокер»                      | Лучший режиссёр драматического сериала                   | Номинация |
| Премия Гильдии сценаристов США      | 1990 | «Секс, ложь и видео»                       | Лучший оригинальный сценарий                             | Номинация |